# Валері Перрін
Валері Рітчі Перрін (англ. Valerie Ritchie Perrine; нар. 3 вересня 1943, Ґалвестон, Техас, США) — американська акторка та модель.

## Життєпис
Валері Рітчі Перрін народилася 3 вересня 1943 року в техаському місті Ґалвестон у родині танцівниці та лейтенанта армії США. Через те, що батько був військовим, сім'я часто переїжджала з одного міста до іншого, урешті-решт, осівши на ранчо в Арізоні. Валері почала свою кар'єру танцівницею в Лас-Вегасі.
У кіно вона дебютувала в 1971 році з епізодичній ролі у фільмі про Джеймса Бонда «Діаманти назавжди». Рік по тому вона виконала свою першу помітну роль, Монтану Валдгек у фільмі «Бійня номер п'ять».
У травні 1972 року вона з'явилася оголеною на сторінках Playboy, а через 10 років її фотографія прикрашала обкладинку цього журналу. Валері Перрін стала першою американською актрисою, що з'явилася з оголеними грудьми на телебаченні, під час однієї з передач в травні 1973 року.
У 1975 році Перрін була номінована на «Оскар» і «Золотий глобус» і завоювала приз за найкращу жіночу роль Каннського кінофестивалю за роль Анни Брюс, дружини Ленні Брюса, в фільмі Боба Фосса «Ленні».
У 1978 році вона виконала роль Єви Тешмагер у фільмі «Супермен», за яку була номінована на премію «Сатурн» як «Найкраща акторка другого плану». Через два роки, Валері знову зіграла свій персонаж у «Супермена 2». У 1970-х роках Валері з'явилася також у другосортних фільмах «Останній герой Америки» (1973), «Містер Мільярд» (1977) і «Електричний вершник» (1979).
Спад в її кар'єрі намітився після 1980 року, коли вона знялася у фільмі «Музику не зупинити», за роль в якому була номінована на «Золоту малину» в номінації «Найгірша акторка».
У наступні роки вона в основному знімалася на другорядних ролях і в малопомітних фільмах: «Кордон» (1982), «Вода» (1985), «Солодкоголосий птах юності» (1989) і «Дівчина в кадилаку» (1995). Винятком лише стали її роботи у фільмах «Студія 54» (1998) і «Чого хочуть жінки» (2000).
Крім кіно Перрін працювала і на телебаченні, де знімалася у серіалах «Забійний відділ», «Вокер, техаський рейнджер», «Правосуддя Бьорка», «Детектив Неш Бріджес» та деяких інших.

## Вибрана фільмографія
- 1972 «Бійня номер п'ять»
- 1973 «Останній американський герой» — Мардж Деннісон
- 1974 «Ленні» — Хані Брюс
- 1978 «Супермен» — Єва Тешмагер
- 1980 «Супермена 2» — Єва Тешмагер
- 1982 «Кордон» — Марсі
- 1987 «Покоївка на замовлення» — Джорджетт Старкі
- 1993 «Точка кипіння» — Мона
- 1998 «Озеро любові 2» — Естель
- 1998 «Студія 54» — Елейн
- 1998 «Реквієм мафії» — Маргарита Гансен
- 1998 «Новорічна історія» — Рита Ліндросс
- 2000 «Чого хочуть жінки» — Марго
- 2001 «Журнал мод» — Керрол
- 2005 «Каліфорнійці»[en] — Ленора Трипп
- 2005 «Третя зміна» — Мерлен